# 앤드리 워드
앤드리 마이클 워드(영어: Andre Michael Ward, 1984년 11월 14일~)는 미국의 권투 선수이다. 2004년 하계 올림픽에 남자 라이트헤비급에서 금메달을 획득했으며 프로 전향 후 무패 기록을 세웠다. 또한 2009년부터 2015년까지 슈퍼미들급, 라이트미들급 통합(언디스퓨티드) 챔피언으로 군림했다.